# Debahi
Debahi (en népalais : देवही) est un comité de développement villageois du Népal situé dans le district de Rautahat. Au recensement de 2011, il comptait 6 926 habitants.